# Liste der Kategorie-A-Bauwerke in Perth and Kinross

Lage von Perth and Kinross in Schottland

Die Liste der Kategorie-A-Gebäude in Perth and Kinross umfasst sämtliche in der Kategorie A eingetragenen Baudenkmäler in der schottischen Council Area Perth and Kinross. Die Einstufung wird anhand der Kriterien von Historic Scotland vorgenommen, wobei in die höchste Kategorie A Bauwerke von nationaler oder internationaler Bedeutung einsortiert sind. In Perth and Kinross sind derzeit 158 Bauwerke in der Kategorie A gelistet.
| Name                                            | Lage                                                      | Typ                          | Eintrag | Bild                                                                     |
| ----------------------------------------------- | --------------------------------------------------------- | ---------------------------- | ------- | ------------------------------------------------------------------------ |
| Bridge of Ruim                                  | nahe Alyth 56° 37′ 47,5″ N, 3° 11′ 32,1″ W                | Brücke                       | 53      |                                                                          |
| Old Fincastle House                             | nahe Blair Atholl 56° 44′ 14,7″ N, 3° 51′ 8,3″ W          | Herrenhaus                   | 69      |                                                                          |
| Sonnenuhr Nr. 2 von Stobhall                    | nahe Stanley 56° 29′ 39,7″ N, 3° 24′ 38″ W                | Sonnenuhr                    | 79      |                                                                          |
| Drummonie House                                 | nahe Bridge of Earn 56° 20′ 16,4″ N, 3° 25′ 46,5″ W       | Villa                        | 163     | Drummonie House                                                          |
| Balhary House                                   | nahe Alyth 56° 36′ 19,8″ N, 3° 11′ 56,9″ W                | Villa                        | 4379    |                                                                          |
| Bridge of Isla                                  | nahe Meikleour 56° 31′ 40,9″ N, 3° 21′ 41,1″ W            | Brücke                       | 4424    | Bridge of Isla                                                           |
| Gourdie House                                   | nahe Spittalfield 56° 33′ 52,5″ N, 3° 25′ 46,1″ W         | Villa                        | 4440    | Gourdie House                                                            |
| Meikleour Cross                                 | Meikleour 56° 32′ 24,6″ N, 3° 22′ 17,9″ W                 | Marktkreuz                   | 4446    | Meikleour Cross                                                          |
| Bell Mill                                       | Stanley 56° 28′ 45,1″ N, 3° 26′ 27,3″ W                   | Mühle                        | 4486    | Bell Mill (rechts)                                                       |
| Mid Mill                                        | Stanley 56° 28′ 44,3″ N, 3° 26′ 25,1″ W                   | Mühle                        | 4489    | Mid Mill (links)                                                         |
| Kilgraston House                                | Bridge of Earn 56° 20′ 30″ N, 3° 24′ 58,6″ W              | Herrenhaus                   | 4527    | Kilgraston House                                                         |
| Aberuchill Castle                               | nahe Comrie 56° 21′ 57,7″ N, 4° 1′ 59,4″ W                | Tower House                  | 5296    | Aberuchill Castle                                                        |
| Comrie Old Parish Church                        | Comrie 56° 22′ 25,9″ N, 3° 59′ 18,4″ W                    | Kirche                       | 5385    | Comrie Old Parish Church                                                 |
| 1 Dunira Street                                 | Comrie 56° 22′ 27,4″ N, 3° 59′ 17,1″ W                    | Geschäftsgebäude             | 5393    | 1 Dunira Street                                                          |
| Balmanno Castle                                 | nahe Bridge of Earn 56° 19′ 29,2″ N, 3° 23′ 10,9″ W       | Tower House                  | 5422    | Balmanno Castle                                                          |
| Ecclesiamagirdle House                          | nahe Bridge of Earn 56° 19′ 53,4″ N, 3° 26′ 41,8″ W       | Herrenhaus                   | 5427    |                                                                          |
| Taubenhaus von Ecclesiamagirdle House           | nahe Bridge of Earn 56° 19′ 53,4″ N, 3° 26′ 40,5″ W       | Taubenhaus                   | 5430    |                                                                          |
| Stobhall                                        | nahe Stanley 56° 29′ 35,7″ N, 3° 24′ 41″ W                | Tower House                  | 5473    | Stobhall                                                                 |
| Brauerei und Bäckerei von Stobhall              | nahe Stanley 56° 29′ 36,3″ N, 3° 24′ 41,6″ W              | Wirtschaftsgebäude           | 5474    |                                                                          |
| Witwenhaus von Stobhall                         | nahe Stanley 56° 29′ 36,3″ N, 3° 24′ 40,4″ W              | Wohngebäude                  | 5475    |                                                                          |
| Neue Bibliothek von Stobhall                    | nahe Stanley 56° 29′ 35,2″ N, 3° 24′ 41,5″ W              | Bibliothek                   | 5477    |                                                                          |
| Sonnenuhr Nr. 1 von Stobhall                    | nahe Stanley 56° 29′ 37,3″ N, 3° 24′ 40,3″ W              | Sonnenuhr                    | 5479    |                                                                          |
| Dunkeld Bridge                                  | Dunkeld 56° 33′ 50,2″ N, 3° 35′ 6,9″ W                    | Brücke                       | 5620    | Dunkeld Bridge                                                           |
| Dunkeld Cathedral                               | Dunkeld 56° 33′ 54,2″ N, 3° 35′ 23,7″ W                   | Kirche                       | 5631    | Dunkeld Cathedral                                                        |
| Blackcraig Bridge                               | nahe Bridge of Cally 56° 39′ 56,5″ N, 3° 27′ 23,1″ W      | Brücke                       | 5674    | Blackcraig Bridge                                                        |
| Ardblair Castle                                 | nahe Blairgowrie and Rattray 56° 35′ 6,7″ N, 3° 21′ 48″ W | Tower House                  | 5677    |                                                                          |
| Cleish Castle                                   | nahe Kinross 56° 9′ 56,1″ N, 3° 28′ 45″ W                 | Tower House                  | 5711    | Cleish Castle                                                            |
| Blair Adam                                      | nahe Kelty 56° 8′ 45,5″ N, 3° 24′ 10,5″ W                 | Villa                        | 5715    |                                                                          |
| Camserney Longhouse                             | nahe Aberfeldy 56° 37′ 12,3″ N, 3° 55′ 47″ W              | Bauernhaus                   | 5732    |                                                                          |
| Tummel Bridge                                   | nahe Loch Tummel 56° 42′ 28,3″ N, 4° 1′ 23,5″ W           | Brücke                       | 5742    | Tummel Bridge                                                            |
| Monzie Castle                                   | nahe Crieff 56° 23′ 57,2″ N, 3° 49′ 34,2″ W               | Herrenhaus                   | 5779    | Monzie Castle                                                            |
| Innerpeffray Library                            | nahe Crieff 56° 20′ 40,7″ N, 3° 46′ 41,8″ W               | Bibliothek                   | 5792    | Innerpeffray Library                                                     |
| Montrose Mausoleum                              | Aberuthven 56° 19′ 1,6″ N, 3° 39′ 40,3″ W                 | Mausoleum                    | 5819    | Montrose Mausoleum                                                       |
| Keltie Castle                                   | nahe Dunning 56° 18′ 5,3″ N, 3° 36′ 19″ W                 | Herrenhaus                   | 5912    |                                                                          |
| Taubenhaus von Duncrub House                    | nahe Dunning 56° 19′ 0,7″ N, 3° 35′ 39,2″ W               | Taubenhaus                   | 5915    |                                                                          |
| Auchleeks House                                 | nahe Blair Atholl 56° 45′ 22,3″ N, 4° 3′ 37,4″ W          | Herrenhaus                   | 6054    |                                                                          |
| Hauptlodge von Blair Castle                     | Blair Atholl 56° 46′ 1″ N, 3° 50′ 45,1″ W                 | Wohngebäude                  | 6064    | Hauptlodge von Blair Castle                                              |
| Grotte am Tilt                                  | Blair Atholl 56° 46′ 29″ N, 3° 50′ 29,3″ W                | Grotte                       | 6065    |                                                                          |
| Blair Castle                                    | nahe Blair Atholl 56° 46′ 24,1″ N, 3° 51′ 26,8″ W         | Burg                         | 6074    | Blair Castle                                                             |
| Sonnenuhr von Blair Castle                      | nahe Blair Atholl 56° 46′ 23,8″ N, 3° 51′ 32,4″ W         | Sonnenuhr                    | 6076    |                                                                          |
| Keithick House                                  | nahe Burrelton 56° 31′ 55,4″ N, 3° 17′ 49,7″ W            | Herrenhaus                   | 6170    |                                                                          |
| East Mill                                       | Stanley 56° 28′ 44,6″ N, 3° 26′ 22,6″ W                   | Mühle                        | 6690    | East Mill (links)                                                        |
| Megginch Castle                                 | nahe Errol 56° 24′ 27,1″ N, 3° 13′ 48″ W                  | Burg                         | 10963   |                                                                          |
| Stallungen von Megginch Castle                  | nahe Errol 56° 24′ 29″ N, 3° 13′ 50,5″ W                  | Stallung                     | 10964   | Stallungen von Megginch Castle                                           |
| North Lodge                                     | nahe Errol 56° 24′ 37,5″ N, 3° 14′ 30,3″ W                | Wohngebäude                  | 10969   | North Lodge                                                              |
| Brücke von Balthayock House                     | nahe St Madoes 56° 23′ 35″ N, 3° 19′ 59,5″ W              | Brücke                       | 10986   |                                                                          |
| Forteviot Square                                | Forteviot 56° 20′ 26,8″ N, 3° 32′ 7,8″ W                  | Wohngebäude                  | 11057   | Forteviot Square                                                         |
| Forteviot Hall                                  | Forteviot 56° 20′ 24,9″ N, 3° 32′ 7,1″ W                  | Halle                        | 11058   | Forteviot Hall                                                           |
| Invermay House                                  | nahe Forgandenny 56° 19′ 40,4″ N, 3° 31′ 14,2″ W          | Herrenhaus                   | 11071   |                                                                          |
| Old House of Invermay                           | nahe Forgandenny 56° 19′ 43,9″ N, 3° 31′ 13,1″ W          | Tower House                  | 11074   |                                                                          |
| Hermitage Bridge                                | nahe Birnam 56° 33′ 26″ N, 3° 36′ 51,9″ W                 | Brücke                       | 11104   | Hermitage Bridge                                                         |
| Dalguise Viaduct                                | nahe Dunkeld 56° 36′ 46″ N, 3° 38′ 19,8″ W                | Brücke                       | 11117   | Dalguise Viaduct                                                         |
| Bahnhof Dunkeld and Birnam                      | Birnam 56° 33′ 25,1″ N, 3° 34′ 41,9″ W                    | Bahnhof                      | 11139   | Bahnhof Dunkeld and Birnam                                               |
| Roman Bridge                                    | nahe Murthly 56° 32′ 18″ N, 3° 32′ 5,9″ W                 | Brücke                       | 11145   |                                                                          |
| Murthly Castle                                  | nahe Murthly 56° 32′ 29,7″ N, 3° 30′ 40,7″ W              | Herrenhaus                   | 11146   | Murthly Castle                                                           |
| Gärten von Murthly Castle                       | nahe Murthly 56° 32′ 27,7″ N, 3° 30′ 36,9″ W              | Gärten                       | 11147   |                                                                          |
| Kinross House                                   | Kinross 56° 12′ 10,8″ N, 3° 24′ 35″ W                     | Herrenhaus                   | 11200   | Kinross House                                                            |
| Dalreoch Bridge                                 | nahe Dunning 56° 20′ 34,4″ N, 3° 36′ 47,4″ W              | Brücke                       | 11211   | Dalreoch Bridge                                                          |
| Kinnaird Castle                                 | Kinnaird 56° 26′ 46,2″ N, 3° 13′ 56,8″ W                  | Tower House                  | 11218   | Kinnaird Castle                                                          |
| Kirk o’ the Muir                                | nahe Murthly 56° 31′ 1,2″ N, 3° 26′ 39,9″ W               | Kirchenruine                 | 11233   | Kirk O’ The Muir                                                         |
| Hilton House                                    | nahe Perth 56° 21′ 52,7″ N, 3° 25′ 54,8″ W                | Wohngebäude                  | 11329   |                                                                          |
| Tullibole Castle                                | nahe Crook of Devon 56° 11′ 18,1″ N, 3° 31′ 40,8″ W       | Tower House                  | 11459   | Tullibole Castle                                                         |
| Aldie Castle                                    | nahe Crook of Devon 56° 9′ 47,6″ N, 3° 31′ 52,1″ W        | Tower House                  | 11469   | Aldie Castle                                                             |
| Errol Parish Church                             | Errol 56° 23′ 34,7″ N, 3° 12′ 43,5″ W                     | Kirche                       | 11589   | Errol Parish Church                                                      |
| Errol Park House                                | Errol 56° 23′ 23″ N, 3° 13′ 12,6″ W                       | Villa                        | 11598   | Errol Park House                                                         |
| Stallung von Errol Park House                   | Errol 56° 23′ 24,7″ N, 3° 13′ 14,1″ W                     | Stallung                     | 11599   |                                                                          |
| Seasyde House                                   | nahe Errol 56° 24′ 22,7″ N, 3° 9′ 44,6″ W                 | Villa                        | 11605   | Seasyde House                                                            |
| Ballindean House                                | nahe Inchture 56° 27′ 21″ N, 3° 11′ 18,2″ W               | Villa                        | 11760   | Ballindean House                                                         |
| Rossie Church                                   | nahe Inchture 56° 27′ 50,6″ N, 3° 9′ 4,4″ W               | Kirche                       | 11786   |                                                                          |
| Marktkreuz von Rossie                           | nahe Inchture 56° 27′ 48,2″ N, 3° 9′ 1,5″ W               | Marktkreuz                   | 11787   |                                                                          |
| Grandtully Castle                               | nahe Grandtully 56° 38′ 26,4″ N, 3° 48′ 34,5″ W           | Tower House                  | 11830   | Grandtully Castle                                                        |
| St Mary’s Church                                | nahe Grandtully 56° 38′ 3,4″ N, 3° 48′ 58,3″ W            | Kirche                       | 11831   | Grandtully Castle                                                        |
| Logierait Viaduct                               | Logierait 56° 38′ 48,4″ N, 3° 41′ 0,2″ W                  | Brücke                       | 11851   | Logierait Viaduct                                                        |
| Kinfauns Castle                                 | nahe Perth 56° 23′ 18,2″ N, 3° 22′ 39,4″ W                | Burg                         | 11955   | Kinfauns Castle                                                          |
| Glendoick House                                 | nahe St Madoes 56° 23′ 52,8″ N, 3° 17′ 7,2″ W             | Herrenhaus                   | 11966   | Glendoick House                                                          |
| Molkerei von Taymouth Castle                    | nahe Kenmore 56° 35′ 21,1″ N, 3° 59′ 18,7″ W              | Landwirtschaftliches Gebäude | 12091   |                                                                          |
| Taymouth Castle                                 | nahe Kenmore 56° 35′ 40,5″ N, 3° 58′ 52,8″ W              | Schloss                      | 12093   | Taymouth Castle                                                          |
| Chinese Bridge                                  | nahe Kenmore 56° 35′ 47,6″ N, 3° 59′ 4,9″ W               | Brücke                       | 12097   | Chinese Bridge                                                           |
| Fort Lodge                                      | nahe Kenmore 56° 35′ 28,1″ N, 3° 58′ 19,3″ W              | Wohngebäude                  | 12096   |                                                                          |
| Rustic Lodge                                    | nahe Kenmore 56° 35′ 25,3″ N, 3° 58′ 26,1″ W              | Wohngebäude                  | 12100   |                                                                          |
| Kenmore Bridge                                  | Kenmore 56° 35′ 8,5″ N, 4° 0′ 6,5″ W                      | Brücke                       | 12138   | Kenmore Bridge                                                           |
| Connachan Lodge                                 | nahe Crieff 56° 25′ 39,1″ N, 3° 47′ 30,7″ W               | Wohngebäude                  | 12213   |                                                                          |
| Sonnenuhr von Abercairny                        | nahe Crieff 56° 22′ 52,5″ N, 3° 45′ 53,9″ W               | Sonnenuhr                    | 12257   |                                                                          |
| All Souls Episcopal Church                      | Invergowrie 56° 27′ 39,1″ N, 3° 3′ 46,2″ W                | Kirche                       | 12849   | All Souls Episcopal Church                                               |
| Castle Huntly                                   | Longforgan 56° 26′ 55,9″ N, 3° 8′ 1,9″ W                  | Burg                         | 12868   | Castle Huntly                                                            |
| Eishaus von Castle Huntly                       | Longforgan 56° 26′ 59,5″ N, 3° 8′ 2″ W                    | Eishaus                      | 12870   |                                                                          |
| North Gate                                      | Longforgan 56° 27′ 11,7″ N, 3° 7′ 48,8″ W                 | Tor                          | 12871   | North Gate                                                               |
| Marktkreuz von Longforgan                       | Longforgan 56° 27′ 25,9″ N, 3° 7′ 11,8″ W                 | Marktkreuz                   | 13283   | Marktkreuz von Longforgan                                                |
| Chapel of St Anthony the Eremite                | nahe Murthly 56° 32′ 35,9″ N, 3° 30′ 42,6″ W              | Kirche                       | 13460   | Chapel of St Anthony the Eremite                                         |
| Marlee House                                    | Kinloch 56° 35′ 5,1″ N, 3° 23′ 13,6″ W                    | Herrenhaus                   | 13742   |                                                                          |
| Inchmartine House                               | nahe Inchture 56° 26′ 20,3″ N, 3° 11′ 52,4″ W             | Herrenhaus                   | 13773   | Inchmartine House                                                        |
| Maxwell’s Temple                                | nahe Kenmore 56° 35′ 22,9″ N, 3° 59′ 43,3″ W              | Folly                        | 13804   |                                                                          |
| Meggernie Castle                                | nahe Loch Tay 56° 35′ 1,4″ N, 4° 21′ 22,7″ W              | Tower House                  | 13812   | Meggernie Castle                                                         |
| Inchyra House                                   | nahe St Madoes 56° 22′ 37,5″ N, 3° 18′ 45,5″ W            | Herrenhaus                   | 17624   |                                                                          |
| Pitfour Castle                                  | St Madoes 56° 22′ 24,3″ N, 3° 17′ 51,6″ W                 | Herrenhaus                   | 17628   | Pitfour Castle                                                           |
| Taubenturm von Elcho Castle                     | nahe Rhynd 56° 22′ 23,2″ N, 3° 21′ 22,6″ W                | Taubenturm                   | 17714   | Taubenturm von Elcho Castle                                              |
| Telefonzelle von Rhynd                          | Rhynd 56° 21′ 55″ N, 3° 21′ 51,9″ W                       | Telefonzelle                 | 17718   | Telefonzelle von Rhynd                                                   |
| Colquhalzie House                               | nahe Muthill 56° 20′ 13,3″ N, 3° 45′ 31,4″ W              | Herrenhaus                   | 17771   |                                                                          |
| Weem Old Parish Kirk                            | Weem 56° 37′ 32,2″ N, 3° 53′ 14,9″ W                      | Kirche                       | 17815   | Weem Old Parish Kirk                                                     |
| Williamston House                               | nahe Methven 56° 22′ 46,5″ N, 3° 39′ 57,2″ W              | Herrenhaus                   | 17836   | Williamston House                                                        |
| Glenalmond College                              | nahe Methven 56° 26′ 30,9″ N, 3° 39′ 36,5″ W              | Schule                       | 17869   | Glenalmond College                                                       |
| Methven Castle                                  | nahe Methven 56° 25′ 0,5″ N, 3° 33′ 17,5″ W               | Burg                         | 17895   | Methven Castle                                                           |
| Dalcrue House                                   | nahe Methven 56° 26′ 1,5″ N, 3° 33′ 12,3″ W               | Villa                        | 17897   | Dalcrue House                                                            |
| Dry Bridge                                      | nahe Methven 56° 26′ 15,8″ N, 3° 32′ 13,1″ W              | Brücke                       | 17921   | Dry Bridge                                                               |
| Methven Aisle                                   | Methven 56° 24′ 58,9″ N, 3° 34′ 51,7″ W                   | Kirchenrest                  | 17928   | Methven Aisle (links)                                                    |
| Lochlane House                                  | nahe Crieff 56° 22′ 12,2″ N, 3° 53′ 20,5″ W               | Herrenhaus                   | 18149   | Lochlane House                                                           |
| Lawers House                                    | nahe Comrie 56° 23′ 3,3″ N, 3° 56′ 46,4″ W                | Herrenhaus                   | 18152   | Lawers House                                                             |
| Ochtertyre House                                | nahe Crieff 56° 23′ 26,1″ N, 3° 52′ 57,4″ W               | Herrenhaus                   | 18170   | Ochtertyre House                                                         |
| Belmont Castle                                  | Meigle 56° 34′ 54,1″ N, 3° 9′ 50″ W                       | Herrenhaus                   | 18332   |                                                                          |
| Scone Palace                                    | nahe Scone 56° 25′ 22,2″ N, 3° 26′ 18,1″ W                | Schloss                      | 18370   | Scone Palace                                                             |
| Mausoleum von Scone Palace                      | nahe Scone 56° 25′ 24,9″ N, 3° 26′ 15,6″ W                | Mausoleum                    | 18371   | Mausoleum von Scone Palace                                               |
| Cottown School                                  | Cottown 56° 22′ 29,2″ N, 3° 17′ 15,1″ W                   | Schule                       | 19809   |                                                                          |
| Haugh of Drimmie Bridge                         | nahe Bridge of Cally 56° 38′ 11″ N, 3° 21′ 16,7″ W        | Brücke                       | 19830   |                                                                          |
| Old Cross of Scone                              | nahe Scone 56° 25′ 25,6″ N, 3° 26′ 6,3″ W                 | Marktkreuz                   | 19876   | Old Cross of Scone                                                       |
| Gärten von Drummond Castle                      | nahe Muthill 56° 20′ 22,3″ N, 3° 52′ 15″ W                | Gärten                       | 19883   | Gärten von Drummond Castle                                               |
| Aberfeldy Water Mill                            | Aberfeldy 56° 37′ 9,9″ N, 3° 52′ 1,9″ W                   | Mühle                        | 20859   | Aberfeldy Water Mill                                                     |
| General Wade’s Bridge                           | Aberfeldy 56° 37′ 16,9″ N, 3° 52′ 24,9″ W                 | Brücke                       | 20861   | General Wade’s Bridge                                                    |
| Newton Castle                                   | Blairgowrie and Rattray 56° 35′ 31,3″ N, 3° 21′ 1,5″ W    | Tower House                  | 22314   | Newton Castle                                                            |
| Kriegsdenkmal von Blairgowrie                   | Blairgowrie and Rattray 56° 35′ 30,2″ N, 3° 20′ 13,3″ W   | Denkmal                      | 22321   | Kriegsdenkmal von Blairgowrie                                            |
| Keathbank Mill                                  | Blairgowrie and Rattray 56° 36′ 0,1″ N, 3° 20′ 26,9″ W    | Mühle                        | 22332   | Keathbank Mill                                                           |
| Inchglas                                        | Crieff 56° 22′ 12,5″ N, 3° 50′ 19,1″ W                    | Villa                        | 23488   | Inchglas                                                                 |
| British Linen Bank                              | Crieff 56° 22′ 22″ N, 3° 50′ 22,3″ W                      | Wohn- und Geschäftsgebäude   | 23489   | British Linen Bank                                                       |
| South United Free Church                        | Crieff 56° 22′ 28″ N, 3° 50′ 35,9″ W                      | Kirche                       | 23509   | South United Free Church                                                 |
| St John’s Church                                | Perth 56° 23′ 44,8″ N, 3° 25′ 41,1″ W                     | Kirche                       | 39300   | St John’s Church                                                         |
| St Leonard’s-in-the-Fields                      | Perth 56° 23′ 32,2″ N, 3° 25′ 57,8″ W                     | Kirche                       | 39310   | St Leonard’s-in-the-Fields                                               |
| St Ninian’s Cathedral                           | Perth 56° 23′ 56,8″ N, 3° 26′ 7,5″ W                      | Kirche                       | 39314   | St Ninian’s Cathedral                                                    |
| King James VI Hospital                          | Perth 56° 23′ 41,1″ N, 3° 26′ 6,2″ W                      | Krankenhaus                  | 39319   | King James VI Hospital                                                   |
| Murray Royal Hospital                           | Perth 56° 24′ 1,3″ N, 3° 24′ 43,7″ W                      | Krankenhaus                  | 39321   |                                                                          |
| Old Perth Academy                               | Perth 56° 24′ 0,5″ N, 3° 25′ 56,7″ W                      | Schule                       | 39322   | Old Perth Academy                                                        |
| AK Bell Library                                 | Perth 56° 23′ 42,1″ N, 3° 26′ 15,1″ W                     | Bibliothek                   | 39323   | AK Bell Library                                                          |
| Perth Sheriff Court                             | Perth 56° 23′ 40,6″ N, 3° 25′ 33,8″ W                     | Gerichtsgebäude              | 39325   | Perth Sheriff Court                                                      |
| Wärterhaus des HM Prisons Perth                 | Perth 56° 23′ 8,9″ N, 3° 25′ 54,2″ W                      | Gefängnis                    | 39326   | Wärterhaus des HM Prisons Perth (längliche Gebäude links im Vordergrund) |
| Aultbea House                                   | Perth 56° 23′ 9,3″ N, 3° 25′ 54,2″ W                      | Gefängnis                    | 39328   | Aultbea House (kleines Gebäude links in zweiter Reihe)                   |
| Haupttrakt des HM Prisons Perth                 | Perth 56° 23′ 8″ N, 3° 25′ 48,5″ W                        | Gefängnis                    | 39331   | Haupttrakt des HM Prisons Perth (hohes Gebäude in der Bildmitte)         |
| Greyfriars-Friedhof                             | Perth 56° 23′ 36,2″ N, 3° 25′ 37,9″ W                     | Friedhof                     | 39338   | Greyfriars-Friedhof                                                      |
| Perth Bridge                                    | Perth 56° 23′ 56,4″ N, 3° 25′ 30,7″ W                     | Brücke                       | 39339   | Perth Bridge                                                             |
| Perth Water Works Building                      | Perth 56° 23′ 31,7″ N, 3° 25′ 34,9″ W                     | Industriegebäude             | 39341   | Perth Water Works Building                                               |
| Pitheavlis Castle                               | Perth 56° 23′ 20,3″ N, 3° 27′ 3″ W                        | Tower House                  | 39346   | Pitheavlis Castle                                                        |
| 2–8 Atholl Crescent                             | Perth 56° 23′ 57″ N, 3° 25′ 52,8″ W                       | Wohngebäude                  | 39354   | 2–8 Atholl Crescent                                                      |
| 2–4 Charlotte Place                             | Perth 56° 23′ 55″ N, 3° 25′ 43,3″ W                       | Wohn- und Geschäftsgebäude   | 39392   | 2–4 Charlotte Place                                                      |
| Barnhill Tollhouse                              | Perth 56° 22′ 56,8″ N, 3° 24′ 49″ W                       | Zollhaus                     | 39422   |                                                                          |
| Upper City Mills                                | Perth 56° 23′ 50,6″ N, 3° 26′ 10,4″ W                     | Mühle                        | 39577   | Upper City Mills                                                         |
| Lower City Mills                                | Perth 56° 23′ 50,6″ N, 3° 26′ 7,9″ W                      | Mühle                        | 39578   | Lower City Mills                                                         |
| Bank of Scotland                                | Perth 56° 23′ 44,5″ N, 3° 25′ 38,1″ W                     | Geschäftsgebäude             | 39618   | Bank of Scotland                                                         |
| Pitlochry Parish Church                         | Pitlochry 56° 42′ 14,9″ N, 3° 43′ 57,8″ W                 | Kirche                       | 39850   | Pitlochry Parish Church                                                  |
| Sunnybrae Cottage                               | Pitlochry 56° 42′ 15,4″ N, 3° 44′ 19,2″ W                 | Wohngebäude                  | 39866   | Sunnybrae Cottage                                                        |
| Bahnhof Pitlochry                               | Pitlochry 56° 42′ 8,5″ N, 3° 44′ 8,6″ W                   | Bahnhof                      | 39867   | Bahnhof Pitlochry                                                        |
| Castle Menzies                                  | nahe Aberfeldy 56° 37′ 26,1″ N, 3° 53′ 49,6″ W            | Tower House                  | 43568   | Castle Menzies                                                           |
| Folly von Stobhall                              | nahe Stanley 56° 29′ 40,8″ N, 3° 24′ 38,5″ W              | Folly                        | 43856   |                                                                          |
| Wasserkraftwerk Pitlochry                       | Pitlochry 56° 41′ 57″ N, 3° 44′ 25,4″ W                   | Kraftwerk                    | 47534   | Wasserkraftwerk Pitlochry                                                |
| Baracken 19–20 und 44–46 des Cultybraggan Camps | nahe Comrie 56° 21′ 22,1″ N, 3° 59′ 38,9″ W               | Militäranlage                | 50471   | Baracken 19–20 und 44–46 des Cultybraggan Camps                          |
| Hallyburton House                               | nahe Kettins 56° 32′ 1″ N, 3° 13′ 28,6″ W                 | Herrenhaus                   | 51605   |                                                                          |
| Sonnenuhr von Hallyburton House                 | nahe Kettins 56° 32′ 0,4″ N, 3° 13′ 27,3″ W               | Sonnenuhr                    | 51607   |                                                                          |
| Wasserkraftwerk Tummel                          | Loch Tummel 56° 42′ 22,9″ N, 4° 1′ 16,2″ W                | Kraftwerk                    | 51715   | Wasserkraftwerk Tummel                                                   |
| Wasserkraftwerk Rannoch                         | Loch Rannoch 56° 41′ 34,7″ N, 4° 24′ 7″ W                 | Kraftwerk                    | 51716   | Wasserkraftwerk Rannoch                                                  |
| Aviva UK Insurance Building                     | Perth 56° 23′ 0,9″ N, 3° 27′ 43,1″ W                      | Geschäftsgebäude             | 52450   | Aviva UK Insurance Building                                              |
| St Serf’s Church                                | Dunning 56° 18′ 45,6″ N, 3° 35′ 14,3″ W                   | Kirche                       | 52454   | St Serf’s Church                                                         |